# Casa a la Rambla de Sant Ferran, 2 (Igualada)
L'edifici de la Rambla de Sant Ferran, 2 és una obra del municipi d'Igualada (Anoia) catalogada a l'Inventari del Patrimoni Arquitectònic de Catalunya. Té una façana molt sòbria d'edifici d'estatges de cinc plantes d'alçades. Destaca el sentit de verticalitat que ve donat per les finestres situades en fileres una sota de l'altre. El cos superior acabat en una insinuació molt lleugera de frontó triangular, fou afegit uns anys més tard, com ho denota la diferència en el tractament dels materials. És de ressaltar la decoració florejada amb ceràmica de color, dels peus de les finestres. Així com els relleus escultòrics de temes vegetals a la planta superior.